# Burgstall Burggriesbach
Der Burgstall Burggriesbach ist der wohl gänzlich verschwundene Rest einer Niederungsburg in Burggriesbach, einem Ortsteil von Freystadt im Landkreis Neumarkt in der Oberpfalz. Die Anlage wird als Bodendenkmal unter der Aktennummer D-3-6834-0079 im Bayernatlas als „mittelalterlicher Burgstall, archäologische Befunde des Mittelalters und der frühen Neuzeit im Bereich der Kath. Pfarrkirche St. Gangolf in Burggriesbach, darunter die Spuren von Vorgängerbauten bzw. älterer Bauphasen“ geführt. 

## Geographische Lage

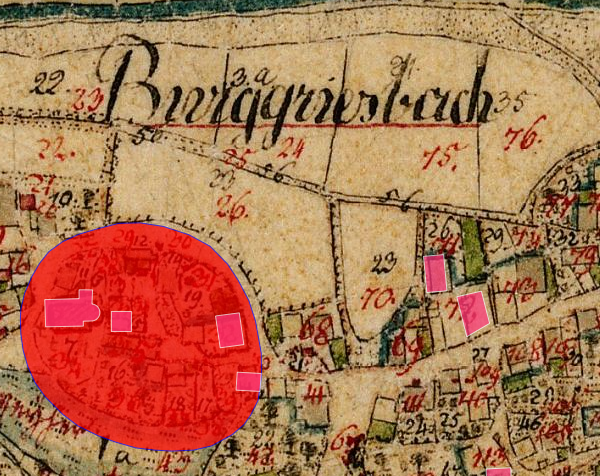
Lageplan des Burgstalls Burggriesbach auf dem Urkataster von Bayern

Die Niederungsburg lag am heutigen Kirchplatz von Burggriesbach unmittelbar im Osten der heutigen Pfarrkirche St. Gangolf.

## Namensdeutung
„Griesbach/Griezbach“, so die ältere, heute noch im Volksmund übliche Benennung, bedeutet „Bach im Sande“. Der Zusatz „Burg“ erfolgte in Unterscheidung zu Sollngriesbach, das ebenfalls in älterer Zeit Griesbach hieß. Zur Zeit dieser letzten Benennung sind vermutlich noch ansehnliche Reste der Burg vorhanden gewesen.

## Geschichte
Der freieigene Ortsadel, die Herren von Griesbach, 1088 mit Odelrich von Griesbach erstmals und 1244 mit „Konrad Truchseß dictus de Griezbach“ letztmals erwähnt, saß bis zur Errichtung der Burg im heutigen Burggriesbach wohl auf dem Einödschloss Uttenhofen (= Jettenhofen). Zwischen 1182 und 1195 weihte Bischof Otto von Eichstätt in Burggriesbach eine Kirche St. Gangolf, die die Herren von Griesbach am Schloßbering erbaut hatten; sie wurde 1771 durch einen Neubau ersetzt. Offensichtlich verließ dieser Ortsadel Griesbach wieder und bezog erneut seinen Sitz in Uttenhofen und benannte sich auch wieder nach Uttenhofen; für 1280 ist dies überliefert.
Der Edelsitz Burggriesbach blieb aber, wenn auch mit weniger Besitz, bestehen; ihn hatte wohl ein Zweig der Griesbacher inne. Mit dem Aussterben dieses Ortsadels muss 1340 oder kurz zuvor gerechnet werden, denn 1340, 1346 und 1352 erscheint als Urkundenzeuge Heinrich der Hauzze (= Hauzahn) zu Griesbach. Von den Hauzahn, die von niederem Dienstadel waren, ging das Schloss an die Herren von Reichenau und dann an Ernst von Seckendorf über, der es 1375 an die Schenk von Geyern zu Jettenhofen verkaufte. 1414 trug Fritz Schenk von Geyern das Schloss Burggriesbach der Burggrafschaft Nürnberg gegen Schuldenbegleichung beim Nürnberger Patrizier Hansen Ritter zu Lehen auf und empfing es wieder als Mannlehen.
Unmittelbarer Schlossbesitz waren 24 Tagwerk Wiesen, eine Schäferei und Waldungen, dazu die Felder des Bauhofes. Außerhalb des umgebenden Ortes Griesbach war das Schloss Grundherr in Stipheim (= Stierbaum) und Rübling jeweils mit dem dortigen „Hof“ und in Höfen mit vier Gültanwesen.
1491 verkaufte Wilhelm Schenk von Geyern das Schloss und seine 28 Untertanen zu Burggriesbach an den Eichstätter Hofmeister Hieronymus von Rosenberg, der vom Markgrafen von Brandenburg-Ansbach damit belehnt wurde. Rosenbergs Erben verkauften das Schloss zu einem unbekannten Zeitpunkt an den Nürnberger Patrizier Georg Holzschuher, der den Besitz 1519 zertrümmerte. Das leere Schlösschen kaufte Hermann Wichtner/Haymeran Wiechtnern, Rat zu Hilpoltstein. Von dessen Erben erwarb das „Schlößchen als solches mit wenig Grund und Boden“ 1544 Rudolf von Hirnheim zu Jettenhofen. Den Bauhof des Schlosses veräußerte Holzschuher an Umsassen.
1585 starben die Hirnheimer aus, und ein Großteil von Burggriesbach fiel als erledigtes Lehen dem Markgrafen Georg Friedrich von Ansbach heim, der den Besitz seinem Amt Stauf zuwies. Das Schloss selbst veräußerten die verwitweten Töchter des letzten Hirnheimers, Agnes Lochingerinn, Anna von Wöllwart, Barbara von Bernhausen und Maria von Welden zusammen mit dem Sitz Lauterbach und allen Zugehörungen am 10. November 1586 an den Eichstätter Bischof Martin von Schaumberg.
Die hochstiftischen Untertanen unterstanden in der Folgezeit dem bischöflichen Vogt, der im Kastenamt Jettenhofen residierte. Die Hochgerichtsbarkeit übte der bischöfliche Pfleger zu Obermässing aus. Die Burg Griesbach hatte somit kaum noch eine Funktion. Als bald nach 1612 in Burggriesbach eine bischöfliche Forstverwaltung eingerichtet wurde, durfte der Förster seinen Dienstsitz im ehemaligen Schlossareal nehmen, wo ein Forstamt, ein „herrschaftliches Haus“, neu errichtet wurde. Im Königreich Bayern wurde das Forstrevier Burggriesbach wegen seiner Größe und Wichtigkeit in zwei Forstreviere aufgeteilt, nämlich in das Forstrevier Burggriesbach und das Forstrevier Beilngries.
Im Schlossareal bestand seit dem 17. Jahrhundert auch eine hochstiftische Schule; so ist 1670 erstmals ein Lehrer, und zwar namens Leberth genannt. Der Schulmeister war gleichzeitig Mesner der im Westen neben dem Schloss stehenden Pfarrkirche St. Gangolf. 1852 wurde auf dem Schlossgelände ein Schulhaus erbaut, das 1895 vergrößert wurde, bis es im 20. Jahrhundert einer anderen Nutzung zugeführt wurde.
Am Ende des Alten Reiches, um 1799, ist von dem ehemaligen Adelssitz nur noch als Burgstall die Rede. 1805 heißt es: „Zu Griesbach ist ein alter Burgstahl.“ Ein Jahrhundert später, 1908, heißt es: „Sehr spärliche Mauerreste erhalten“. Die alte Schule und das Forsthaus gehen in ihrer Grundsubstanz vermutlich auf Mauerwerk der Burg zurück.
Im Dezember 2002 und im März 2003 wurde im Bereich des Burgstalles eine Rettungsgrabung durchgeführt, als der Friedhof von Burggriesbach nach Norden erweitert werden sollte. Dabei wurde die nördliche Grundmauer des Hauptgebäudes der Burg freigelegt, sowie weitere Mauerreste, unter anderem der Ringmauer und die eines Brunnens und der Grabenbereich außerhalb der Ringmauer.

## Beschreibung
Von dem Schloss, das östlich unmittelbar neben der Kirche lag, waren 1937 nur noch „unzugängliche Keller“ vorhanden. Der Schlossbering war ursprünglich von einem Wassergraben umgeben, wobei der Wirtschaftshof außerhalb dieses Grabens lag. 1709 stand der Wohnbau des Schlosses nicht mehr. Das Dorf schloss sich in Form eines Reihendorfes östlich an den ovalen Schlossbering an.

## Baudenkmäler
Das ehemalige fürstbischöfliche Forstamt auf dem ehemaligen Schlossareal bei der Kirche stammt aus dem 17. Jahrhundert und gilt als Baudenkmal.
Siehe auch Liste der Baudenkmäler in Freystadt#Burggriesbach